# Stückhäusl

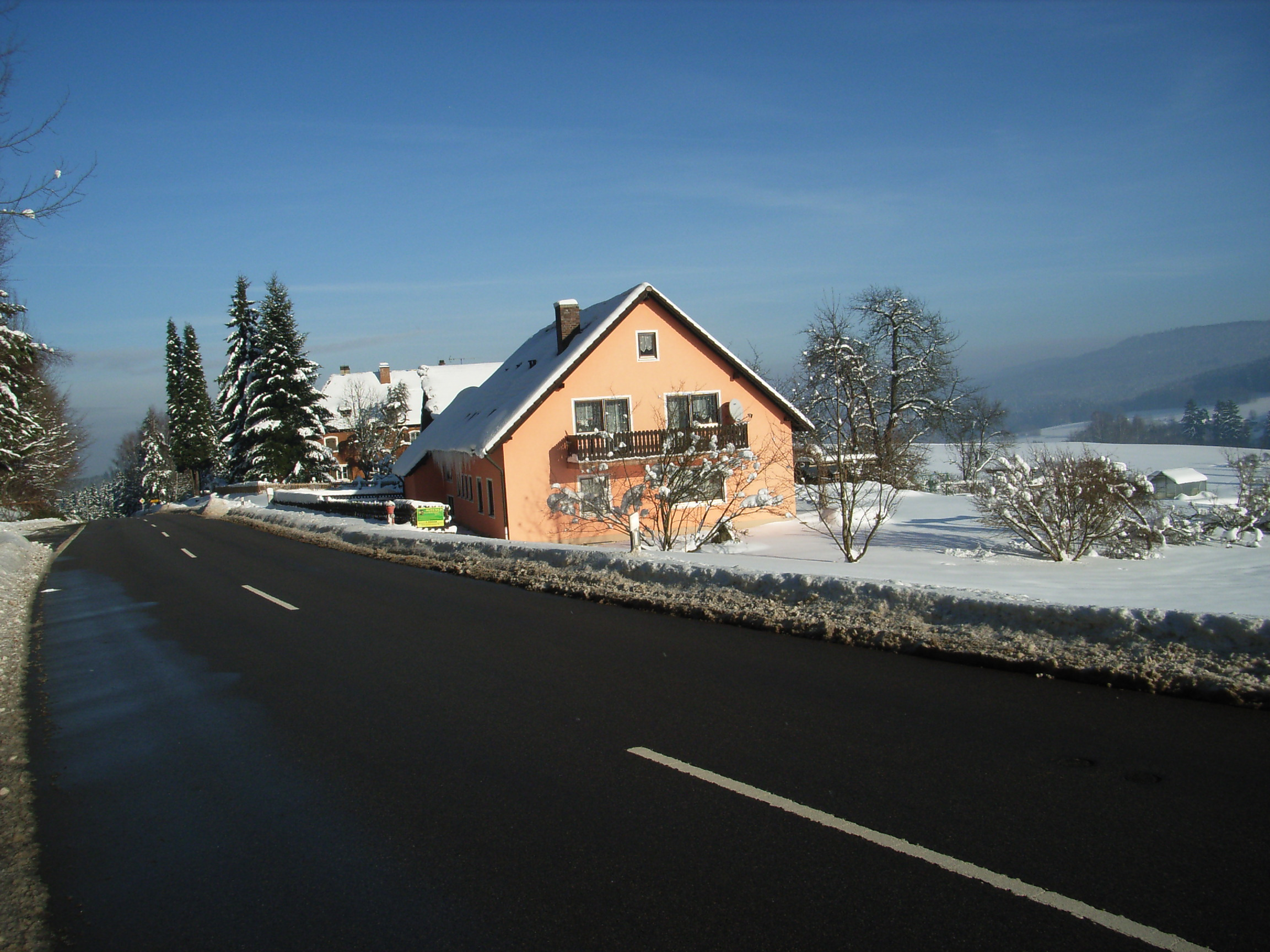
Stückhäusl

Stückhäusl ist ein Weiler in der Gemeinde Schönsee im Nordosten des Oberpfälzer Landkreises Schwandorf in Bayern.
Der Ort mit fünf Anwesen liegt nördlich von Schönsee am Hang des 808,6 m hohen Stückbergs an der Staatsstraße 2154. Eine kleine Straße zweigt nach Lindau ab.
Er ist kein eigenständiger Ortsteil, sondern gehört zu dem ca. 1 km entfernten Lindau.
1969 wurde Stückhäusl noch als eigenständiger Ortsteil von Schönsee aufgeführt.